# Johann-Philipp-von-Schönborn-Gymnasium (Münnerstadt)
Das Johann-Philipp-von-Schönborn-Gymnasium ist ein 1660 gegründetes sprachliches, humanistisches Gymnasium und Europäisches Gymnasium in Münnerstadt im Landkreis Bad Kissingen. Im Schuljahr 2023/24 besuchten 409 Schüler die Schule. Sie wurden von 37 Lehrern unterrichtet.

## Geschichte
Das Gymnasium wurde im Jahre 1660 durch den Würzburger Fürstbischof Johann Philipp von Schönborn mit Hilfe des Weltpriesterordens der Bartholomiten gegründet.
Nach der Auflösung dieses Ordens im Jahre 1680 übertrug der Fürstbischof Johann Gottfried von Guttenberg im Jahre 1685 die schulische Leitung den Augustinern.
Nach der Säkularisation im Jahre 1803 wurde die Schule verstaatlicht und den Augustinern die Verantwortung für die Schule genommen. Trotz dieses Ereignisses sind die Augustiner noch immer eng mit dem Gymnasium verbunden.
Die Schule wurde als Humanistisches Gymnasium, später auch mit neusprachlichem Zweig, geführt.
Das Bayerische Staatsministerium für Unterricht und Kultus wählte im Jahre 1969 das Johann-Philipp-von-Schönborn-Gymnasium als eines von wenigen Gymnasien in Bayern dazu aus, in der Jahrgangsstufe 12 und 13 die Kollegstufe einzuführen. Wenig später wurde dieser Versuch unter dem Namen „Münnerstädter Modell“ bekannt.
Mit Beginn des Schuljahres 1999/2000 beteiligte sich das traditionsreiche Gymnasium am Schulversuch Europäisches Gymnasium, wobei die Fremdsprachenfolge des humanistischen und neusprachlichen Gymnasiums (Latein–Englisch–Griechisch oder Französisch) beibehalten, die 2. Fremdsprache Englisch aber in die Jahrgangsstufe 6 vorgezogen wurde. Hinzu kam eine Erhöhung der Stundenzahl im naturwissenschaftlichen Bereich (Physik, Chemie) sowie ein neues Fach (Natur und Technik) als Wahlpflichtfach neben anderen Wahlfächern.
Seit September 2002 führt das Schönborn-Gymnasium das Pilotprojekt „Achtjähriges Ganztagsgymnasium“ durch, das sukzessiv von der 5. bis zur 10. Jahrgangsstufe aufgebaut wird. 54 Schüler – das war die höchste Anmeldezahl der sechs bayerischen Ganztagsgymnasien im Schuljahr 2002/2003 – wurden damals in zwei Klassen in der 5. Jahrgangsstufe ganztägig unterrichtet und betreut. Mit neuen Unterrichtsmethoden, einer rhythmisierten Tagesgestaltung, einer kind- und jugendgemäß gestalteten Freizeit sowie bewusster Erziehung soll der Unterrichts- und Erziehungserfolg gesichert werden. Schon nach acht Jahren am Gymnasium legen die Jugendlichen das Abitur ab.
Das Projekt lief so erfolgreich an, dass im darauffolgenden Jahr zwei neue Ganztagsklassen eingerichtet wurden. Auch im Schuljahr 2004/2005 werden drei weitere Ganztagsklassen hinzukommen.
Das neunjährige Gymnasium endet mit dem Abitur 2011. Im gleichen Jahr wird das Erstabitur im achtjährigen Gymnasium (G8) durchgeführt.

## Ausbildungsrichtungen

### Sprachliches und humanistisches Gymnasium
Fremdsprachenfolge
- Latein ab der 5. Jahrgangsstufe
- Englisch regulär ab der 6. Jahrgangsstufe, wahlweise ab der 5. Jahrgangsstufe[2]
- Altgriechisch, Spanisch oder Französisch ab der 8. Jahrgangsstufe
- optional Italienisch und Spanisch ab der 10/11. Jahrgangsstufe bei Abwahl von Latein oder Englisch
- Wahlfach ist Spanisch

### Achtjähriges Ganztagsgymnasium
Neben dem G8-Zweig, der mit dem Schuljahr 2004/2005 für die fünften und sechsten Klassen in ganz Bayern eingeführt wurde, bietet das Schönborn-Gymnasium im Rahmen des GT8-Zweigs auch Unterricht in Ganztagesform an. Das GT8 genannt zeichnet sich durch eine individuelle Betreuung durch Erzieher und die Möglichkeit des Mittagessens im benachbarten Studienseminar „St. Josef“ sowie durch die Anwendung moderner Unterrichtsmethoden aus. Schriftliche Aufgaben werden an den Tagen mit Nachmittagsunterricht in der Schule erledigt.
Der Ganztagszweig in gebundener Form umfasst dabei die Jahrgangsstufen 5 bis 10. Das Unterrichts- und Freizeitangebot für diese Klassen erstreckt sich dabei von Montag bis Donnerstag von 8 Uhr bis 16.10 Uhr, freitags bis 13 Uhr. Am Freitag ist zudem eine individuelle Betreuung der Schüler bis 14 Uhr möglich.

## Schülermitverantwortung (SMV)
Einen Großteil des Schullebens gestaltet die SMV am Johann-Philipp-von-Schönborn-Gymnasium mit. Neben den drei Schülersprechern, die zu Beginn jedes Schuljahres neu gewählt werden, existiert ein spezieller Arbeitskreis aus allen SMV-Mitgliedern, die sich durch besonders Engagement auszeichnen. Diese Gruppe aus circa 50 Schülern organisiert zusammen mit den Schülersprechern zahlreiche Projekte: neben Tanz-Events wie dem Faschings-, Sommer- und Weihnachtsball vermittelt die SMV so unter anderem Nachhilfemöglichkeiten. Außerdem beteiligt sich die Schülervertretung an zahlreichen karitativen Konzepten, indem beispielsweise seit der Tsunami-Katastrophe 2004 ein Hilfsprojekt auf Sri Lanka unterstützt wird. Neben weiteren festen Aktionen im Schuljahr am Nikolaus- oder Valentinstag initiierte die SMV die Produktion eines Schul-T-Shirts mit dem Wappen des Gymnasiums, das seit den Sommermonaten 2007 verkauft wird.

## Schülerzeitung „Glocke“
Am Johann-Philipp-von-Schönborn-Gymnasium erscheint dreimal jährlich die Schülerzeitung „Glocke“. Beim Wettbewerb Die Schülerzeitungen des Jahres 2004/2005, der vom Nachrichtenmagazin Der Spiegel ausgeschrieben wurde, errang die Glocke folgende Spitzenplatzierungen: Bestes Foto, beste Reportage, drittbestes Layout sowie einen vorderen Platz in der Kategorie „Heftinhalt“. Sie war damit zu dieser Zeit die beste Schülerzeitung Deutschlands. Nachdem die Redaktion auch im Schuljahr 2005/2006 mit großem Erfolg am Spiegel-Wettbewerb teilnehmen konnte, errang sie im Mai 2007 den 2. Platz in der Rubrik „Heftinhalt“, den sie sich mit der OHnE des Erich-Hoepner-Gymnasiums Berlin teilte. Hintergrund war eine gemeinsame Zeitungsausgabe, in der die „OHnE“ über das Leben im ländlichen Münnerstadt berichtete, während die „Glocke“ die Spreemetropole genauer unter die Lupe nahm. So entstand eine Zeitung mit zwei Teilen und zwei Titelseiten.
Nach dem Sieg im Wettbewerb für unterfränkische Schülerzeitungen, der im Oktober 2007 errungen wurde, stammt eine weitere Auszeichnung aus dem Mai 2008, als die Frühlingsausgabe der „Glocke“ den 8. Platz beim bundesweiten Spiegelwettbewerb in der Kategorie „Heftinhalt“ erreichte. Zudem erlangte die Schülerzeitung 2008 beim Wettbewerb der fränkischen Schülerzeitungen den zweiten Platz und im Wettbewerb des Ministerialbeauftragten für die Gymnasien in Unterfranken zum vierten Mal in Folge den ersten Platz. Die jüngste Auszeichnung der Schülerzeitung stammt aus dem Juni 2009, als sie es beim Spiegel-Wettbewerb wiederholt unter die Top Ten im „Heftinhalt“ schaffte. Damit ist die „Glocke“ seit sechs Jahren in dieser Kategorie vertreten, was bundesweit noch keinem anderen Schülermedium gelungen ist.

## Schüleraustausche und Studienfahrten
Das Johann-Philipp-von-Schönborn-Gymnasium bietet seinen Schülern neben Austauschen mit ausländischen Schulen zahlreiche Fahrten an.
Dies beginnt in der 5. Klasse mit einem einwöchigen Aufenthalt im Schullandheim Reichmannshausen in der Rhön, der in erster Linie zum gegenseitigen Kennenlernen dient. Außerdem fahren die 6. Klassen nach Bremerhaven an die Nordsee, beziehungsweise nach Oberau im Allgäu. In der 7. Klasse wird traditionell ein Ski-Kurs in Flachau und Wagrain angeboten, ebenso wie dies bis 2005 noch in der 8. Jahrgangsstufe der Fall war: Diese zweite Ski-Kurs-Fahrt ersetzte man 2006 durch die so genannten „Besinnungstage“.
In der Jahrgangsstufe 9 existieren mehrere Angebote parallel: so besteht zunächst die Möglichkeit, an einem Schüleraustausch mit dem Kossuth-Lajos-Gimnázium Mosonmagyaróvár (Ungarn) teilzunehmen. Daneben unterhält die Schule Kontakte zu Deutschen Schule Washington, D. C. (USA), mit der in den letzten Jahren ebenfalls ein Schüleraustausch für Neuntklässler eingerichtet wurde. In der Jahrgangsstufe 10 nehmen die Schüler meist am Schüleraustausch mit dem Lycée Alfred Kastler Stenay (Frankreich) teil, da Stenay seit mehr als 30 Jahren auch die Partnerstadt von Münnerstadt ist. Schließlich begeben sich die 11. Klassen alljährlich auf eine einwöchige Studienfahrt nach München, wobei seit 2006 Berlin das neue Fahrtziel der Elftklässler ist. Schließlich endet der Fahrtenkanon in der 12. Klasse mit der Abiturfahrt, die die angehenden Abiturienten etwa 2007 und 2008 in die Toskana führte. Im Juli 2009 ging die Reise für eine Gruppe nach Norditalien, für eine zweite nach Barcelona.
Allerdings werden in den Grund- und Leistungskursen diverse zusätzliche Kurzexkursionen angeboten, wie beispielsweise die Helgoland-Fahrt der Geographie-Kurse.

## Kulturelles Angebot
Mehrere Chöre, zwei Big Bands und ein Orchester tragen zur musikalischen Erziehung der Schüler bei: es gibt einen Unter- und Mittelstufen- sowie einen Oberstufenchor, darüber hinaus ein Bläserensemble und Schulorchester, das über ein Nachwuchsorchester verfügt. So können jüngere Schüler auch der Junior Band der John Philipps Big Band beitreten. Ebenso existiert seit dem Schuljahr 2005/2006 eine Band von GT8-Schülern, die während ihrer Freizeit in einem extra eingerichteten Probenraum im Studienseminar spielt. All diese Gruppierungen zeigen regelmäßig ihr Können bei schulinternen Feierlichkeiten, treten allerdings auch beim alljährlichen Sommerkonzert im Juli vor der Öffentlichkeit auf.
Neben dem musikalischen Angebot wird das Schulleben auch durch regelmäßige Aufführungen der Theatergruppe der Unter- und Mittelstufe sowie vom Grundkurs Dramatisches Gestalten bereichert. So zeigten die Nachwuchsschauspieler im Schuljahr 2006/2007 das Stück Wir spielen Shakespeare – eine moderne Version von Shakespeares Sommernachtstraum, die Oberstufe inszenierte Bertolt Brechts Furcht und Elend des Dritten Reiches.
Im Schuljahr 2007/2008 führte die Theatergruppe der Oberstufe die existenzialistische Komödie Gott von Woody Allen auf, des Weiteren den Feuerzangenbohlero von Horst Frings im Juli 2008.
Im März 2009 inszenierte die Oberstufengruppe das Stück Bevor wir gehen von Kristo Sagor.

## Generalsanierung
Das Johann-Philipp-von-Schönborn-Gymnasium verfügt über zwei Gebäudetrakte, die aus den Jahren 1962 und 1972 stammen. Seit März 2006 wurden diese einer Generalsanierung unterzogen, um in erster Linie die Schülerkapazitäten zu erweitern. Durch die Baumaßnahmen sind bereits zwei neue Klassenräume entstanden, während vorhandene Räume umstrukturiert werden und somit ein optimiertes Raumangebot zur Verfügung steht. Im Zuge der Sanierung sind folgende Bereiche neu entstanden: eine verglaste Aufenthaltshalle im Eingangsbereich mit Cafeteria und Internetzugang, zwei Verbindungsgänge zwischen beiden Gebäudeteilen, sowie Säle für den Biologie- und Chemieunterricht und ein Computerraum. Darüber hinaus wurde der Pausenhof neu gestaltet.
Im September 2008 wurde die nun vollständig generalsanierte Schule eingeweiht.

## Mit dem Gymnasium verbundene Persönlichkeiten

### Ehemalige Lehrkräfte
- Georg Michael Klein (1776–1820), Philologe, Philosoph und Hochschullehrer, Studienrektor des Gymnasiums
- Josef Gutenäcker (1800–1886), Professor am Gymnasium und Mitglied im Historischen Verein für den Untermainkreis
- Pius Keller (1825–1904), Augustinerpater
- Günter Wojaczek (1932–1997), Altphilologe, absolvierte hier einen Teil seines Vorbereitungsdienstes für das Lehramt an Höheren Schulen
- Hans-Josef Fell (* 1952), ehemaliger Bundestagsabgeordneter
- Kornelia Kressirer, Klassische Archäologin; 2010/11 Projektbezogene Referentin für Archäologie und griechische und römische Antike

### Ehemalige Schüler
- Sigismund Büttner (1691–1742), Augustinerpater, Philosoph und Theologe
- Balthasar Wüst (1720–1761), Augustinerpater, Musiker und Komponist
- Alexius Molitor (1730–1773), Augustinerpater und Komponist
- Anton Müller (1755–1827), Arzt und erster Psychiater am Würzburger Juliusspital
- Ignaz Reder (1746–1796), Arzt und Widerstandskämpfer
- Franz Georg Benkert (1790–1859), Theologe und Buchautor
- Joseph Zeyer (1801–1875), Jurist, Abgeordneter der bayerischen Kammer der Abgeordneten
- Johann Freiherr von Lutz (1826–1890), bayerischer Minister von 1880 bis 1890 Vorsitzender im bayerischen Ministerrat
- Clemens Fuhl (1874–1935), Augustinerpater, Provinzial, Kommissär und später Generalprior des Augustinerordens
- Maximilian Schwandner (1881–1972), General
- Josef Friedrich Matthes (1886–1943), Journalist, Schriftsteller und rheinischer Separatist
- Leo Weismantel (1888–1964), Schriftsteller
- Engelbert Eberhard (1893–1958), Augustinerpater, Provinzial und später Generalprior des Augustinerordens
- Matthias Gleitze (1902–1989), Oberkreisdirektor des Landkreises Duderstadt
- Hermenegild Maria Biedermann (1911–1994), katholischer Theologe, Hochschullehrer und Augustiner-Eremit
- Friedrich Karl Röther (1919–2005), Verwaltungsjurist, Landrat von Schwäbisch Gmünd
- Lutz Eckart (1919–2000), Kunstmaler und Dozent an der Akademie für Bildende Künste in Florenz
- Arno Borst (1925–2007), Historiker
- Reinhold Vöth (1930–1997), Bayerischer Staatssekretär, Intendant des Bayerischen Rundfunks, später Vorsitzender der ARD
- Roger Gerhardy (1944–2014), Augustinerpater, Journalist, Direktor des Instituts zur Förderung publizistischen Nachwuchses